# ۵۱ (پیش از میلاد)
۵۱ (پیش از میلاد) ۵۱مین سال قبل از تقویم میلادی است.